# و پای من که قلم شد نوشت برگردیم
و پای من که قلم شد نوشت برگردیم اولین مجموعهٔ بکتاش آبتین، شاعر، کارگردان و زندانی سیاسی ایرانی، است که در سال ۱۳۷۸ به چاپ رسید.
این مجموعه غزل‌ها و اشعار آزاد آبتین را شامل می‌شود.

## مشخصات و درون‌مایه
این مجموعه اولین مجموعه اثر بکتاش آبتین (که در آن زمان «مهدی کاظمی» نام داشت) بود که در سال ۱۳۷۸ توسط «نشر روزگار» در تیراژ ۵۰۰۰ نسخه به چاپ رسید. این کتاب شامل ۲۵ شعر در دو دفتر بود: دفتر اول شامل اشعار آزاد و دفتر دوم شامل غزل‌هایی با مضامین عاشقانه و دارای زبانی نو بود
دفتر آزاد این مجموعه «تاول، بلندترین فریاد سوختن است» و دفتر غزل آن «و پای من که قلم شد نوشت برگردیم» نام دارد.

## نقدها و نظرات
از دیدگاه شیدا محمدی، شاعر، این غزل‌ها نشان‌گر تسلط او بر اوزان عروضی و شعر کلاسیک بودند. به گفتهٔ محمدی «زبان و محوریت معنایی غزل‌های بکتاش، زبان معاصر است و دربرگیرندهٔ روایت زندگی یک انسان معاصر.»
علیرضا بهنام، شاعر و منتقد، نیز نام این مجموعه را عنوانی خیره‌کننده و بسیار نو برای نیمهٔ دهه هفتاد می‌داند.
سید رضا اورنگ، منتقد و مدرس سینما، غزل‌های بکتاش را خواندنی می‌داند، زیرا شناخت خوبی از شعر قدیم و جدید دارد.
هرمز شریفی، شاعر، اعتقاد دارد که «در این اشعار با موتیف‌های رایج شعر کلاسیک مواجه‌ایم که گاهی با دستکاری در زبان و گاهی با تکیه بر صنایع ادبی و گاه با خلق تصاویر سورئال، به دنبال جان گرفتن و تازه شدن هستند». او اهمیت این کتاب را در این می‌داند که نقطهٔ آغاز مسیر شعر بکتاش را مشخص می‌کند.